# Martina Šalek
Martina Šalek (* 8. Oktober 1994 in Šemovci) ist eine kroatische Fußballspielerin.

## Karriere

### Vereine
Martina Šalek startete ihre Karriere mit dem ŽNK Podravac. Im Sommer 2009 verließ sie den Verein aus Virje und wechselte in die C-Jugend des ŽNK Osijek. Nach einer Saison in der C-Jugend von Osijek, rückte sie im Alter von nur 16 Jahren in die erste Mannschaft von Osijek auf, und gab am 5. August 2010 gegen den WFC Rossiyanka ihr UEFA Women’s Champions League Debüt.

### Nationalmannschaft
Šalek ist Nationalspielerin für Kroatien. Sie gab ihr A-Länderspieldebüt im Alter von 16 Jahren, am 9. Mai 2010 gegen Serbien. Zuvor absolvierte sie bereits sechs Länderspiele für die U-17 und zwölf für die U-19 Landesauswahl Kroatiens.